# Бирюченское
Бирюченское — село в Каширском районе Воронежской области. Входит в состав Каширского сельского поселения.

## История
Село основано в 1770 году бывшими монастырскими крестьянами, переселёнными после секуляризации монастырских вотчин. Впервые упоминается в 1858 году как «посёлок Бирюченской, выселенный из села Верхнетишанки». Название получило от оврага, а овраг — от встречавшихся там бирюков — волков.

## Население
| 1859 | 1897  | 2010 |
| ---- | ----- | ---- |
| 749  | ↗1148 | ↘148 |

## Улицы
| - ул. 50 лет Победы, - ул. Луговая, | - ул. Набережная, - ул. Пушкинская. |